# Resch Center
Pour les articles homonymes, voir Resch.

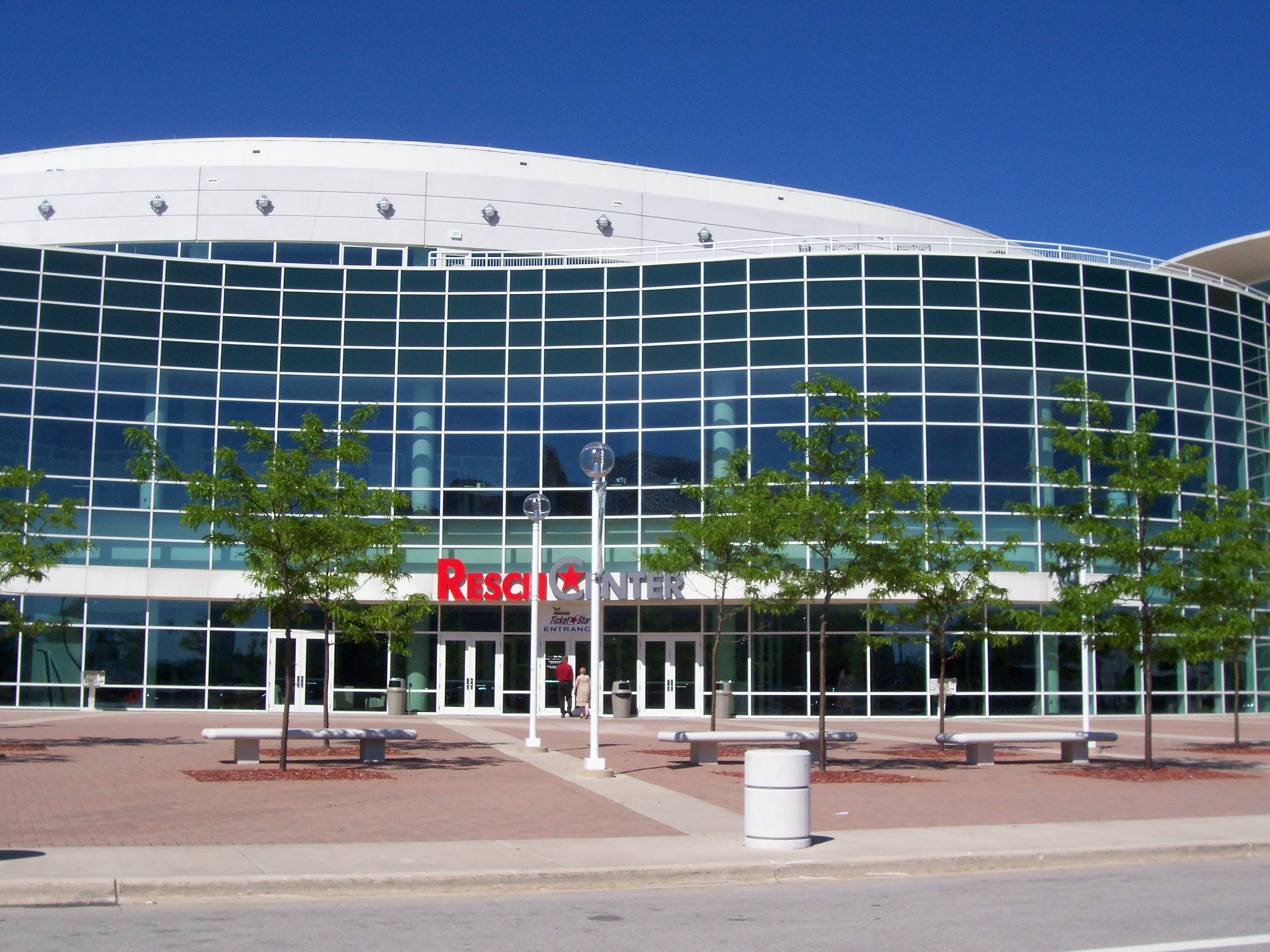
Entrée

Le Resch Center est une salle omnisports de 10 200 sièges située près du Lambeau Field à Green Bay dans le Wisconsin. Il est appelé d'après Dick Resch. C'est le domicile de l'équipe masculine de basket-ball de l'University of Wisconsin-Green Bay, les Green Bay Phoenix. L'équipe de hockey sur glace des Green Bay Gamblers (United States Hockey League) y joue ainsi que les Green Bay Blizzard (arenafootball2).

## Histoire
Le Resch Center est inauguré en 2002 et coûta $49 millions de dollars américains afin de remplacer le Brown County Veterans Memorial Arena (5,248 sièges).

## Time Warner Cable Theater
Localisé dans le Resch Center, le Time Warner Cable Theater est un théâtre de 5 000 places.

## Événements
- Championnat NCAA de hockey sur glace Midwest Regional, 25-26 mars 2006
- WWE RAW 22 juin 2009
- Raw du 24 février 2014